# The Attack at Rocky Pass
The Attack at Rocky Pass è un cortometraggio muto del 1913 diretto da George Melford.

## Produzione
Il film fu prodotto dalla Kalem Company.

## Distribuzione
Distribuito dalla General Film Company, il film - un cortometraggio di una bobina -  uscì nelle sale cinematografiche USA il 24 marzo 1913.